# К3 (ТВ серија)
К3 је француско-белгијска анимирана серија на основу поп групе К3.

## Емитовање и синхронизација
У Србији серија је премијерно емитована 2021. године на каналу Пинк супер кидс и Пинк кидс синхронизована на српски језик. Синхронизацију је радио студио Призор. Нема ДВД издања.

## Радња
Ким, Кејт и Кели су три обичне девојке у изванредном свету. Врхунске тинејџерске поп звезде на гламурозној глобалној турнеји пуној неочекиваних скретања која их воде до забавних прича. Слатке и дрске, бистре и прозрачне, са својим дуготрајним шофером за воланом, К3 никада не зна шта је око следећег завоја на њиховом путу и једноставно не може да одбије авантуру. Да ли ће спасити сиротиште од инвеститора, разоткрити праве крадљивце драгуља, заштитити стидљиво језерско чудовиште од злих ловаца И стићи на њихов концерт на време? Наравно - К3 увек тријумфује са позитивним ставом и допадљивом песмом Еуробита.

## Улоге
| Име Лика | Глас          |
| -------- | ------------- |
| Кели     | Ребека Шојчет |
| Кејт     | Кели Мецгер   |
| Ким      | Кира Тозер    |
| Максин   | Кети Веселак  |
| Икс      | непознато     |

## Производња
Серија је инспирисана женском музичком групом К3. Пореклом из Белгије и Холандије, њени чланови су веома популарни. Године 2010. Студио 100 је стекао права и развио серију 2Д цртаних филмова, за француску телевизију, широм света К3. За холандску серију, имена певача су такође замењена онима чланова К3: Ханне, Клаасје и Мартхе. И заиста су Хане Вербругген, Клаасје Меијер и Марта Де Пилецин дале гласове.